# The Comet Is Coming
The Comet Is Coming (с англ. — «Приближается комета») — джаз-рок группа из Лондона. Коллектив играет музыку в таких жанрах, как джаз, фанк и психоделический рок. 

## История
Группа была создана в 2013 году саксофонистом Шабакой Хатчингсом (King Shabaka), клавишником Дэном Ливерсом (Danalogue) и барабанщиком Маком Халлетом (Betamax).
Есть версия, что название трио - «Приближается комета» - заимствовано музыкантами из названия одной из пьес, которые некогда выходили из легендарной звуковой лаборатории BBC — Radiophonic Workshop, где рождались футуристические саундтреки к знаменитому научно-популярному сериалу Dr. Who. Помимо этого, группа могла заимствовать название вдохновившись книгой Туве Янссон «Прилетает комета».
Образ группы связан с научно-фантастическими фильмами о космосе, что можно заметить в клипах «Neon Baby» and «Do the Milky Way», а также в названиях песен и обложках к альбомам. В статье The Guardian группа была названа наследницей «пионера космического джаза» Sun Ra и получила высокую оценку критиков «за слияние джаза, афробита и электроники с космической тематикой».
В августе 2016 года группа была номинирована на премию Mercury Prize за свой дебютный альбом «Channel the Spirits». В январе 2017 года группа стала обладателем премии Momentum Music Fund, а уже в апреле того же годы был выпущен EP «The Death to the Planet» на лейбле «The Leaf Label».
В марте 2019 года группа выпустила второй альбом «Trust in the Lifeforce of the Deep Mystery», который был высоко оценен музыкальными критиками. В журнале The Quietus было отмечено влияние Sun Ra и Элис Колтрейн на звучание коллектива, а также редакторы высоко оценили музыкальную составляющую треков.

## Участники группы
Шабака Хатчинс (King Shabaka) - саксофонист
Дэн Ливерс (Danalogue) - клавишник
Мак Халлет (Betamax) - барабанщик

## Дискография

### Альбомы
- Channel the Spirits (2016, The Leaf Label)
- Trust in the Lifeforce of the Deep Mystery (2019, Impulse!)
- Hyper-Dimensional Expansion Beam (2022, Impulse!)

### EPs
- Prophecy (2015)
- Death to the Planet (2017)
- The Afterlife (2019, Impulse!)[8]

### Синглы
- «Neon Baby» (2015)
- «Do the Milky Way» (2015)
- «Space Carnival» (2016)
- «Final Eclipse» (2017)
- «Summon the Fire» (2019)
- «Unity» (2019)
- «Lifeforce Part II» (2019)
- «Imminent» (2020)